# Kurubarahalli, Holenarsipur
Kurubarahalli là một làng thuộc tehsil Holenarsipur, huyện Hassan, bang Karnataka, Ấn Độ.